# Панин, Василий Степанович
Василий Степанович Панин (19 октября 1935, Хохольский, Воронежская область, СССР — 2 июля 2019, Москва, Россия) — советский и российский кинорежиссёр, сценарист, продюсер, актёр. Член Союза кинематографистов России (с 1993), заслуженный деятель искусств Российской Федерации (1995).

## Биография
Родился 19 октября 1935 года в Воронежской области, в селе Хохол (ныне рабочий посёлок Хохольский).
В 1953—1954 годах — актёр Воронежского государственного академического театра драмы имени А. В. Кольцова.
В 1960 году окончил актёрский факультет Московского театрального училища им. М. С. Щепкина, в 1964 — актёрский факультет Московского государственного института театрального искусства (ГИТИС) им. А. В. Луначарского.
В 1966 году окончил Высшие курсы сценаристов и режиссёров Госкино СССР. С 1966 — режиссёр студии «Мосфильм».
Поставил более 25 художественных, документальных и телевизионных фильмов.
Художественный руководитель «Народного кинофестиваля России» (Воронеж, 2000-2003), основатель и художественный руководитель киностудии «Донфильм» (с 2000 года).
Скончался 2 июля 2019 года в Москве на 84-м году жизни. Похоронен на кладбище посёлка Хохольский.

## Фильмография

### Роли в кино
- 1989 — Сувенир для прокурора — Григорий Васильевич, сотрудник министерства
- 1993 — Лихая парочка — эпизод

### Режиссёр
- 1980 — Российские звёзды (короткометражный фильм)
- 1983 — Человек на полустанке
- 1986 — Певучая Россия
- 1990 — Захочу — полюблю
- 1991 — Исчадье ада
- 1992 — Господа артисты (Россия, США)
- 1993 — Несравненная (Украина)
- 1995 — Бульварный роман
- 1997 — На заре туманной юности
- 1999 — Опять надо жить
- 2001 — Залив страстей
- 2001 — Ночь на кордоне
- 2003 — Покаянная любовь
- 2006 — На реке Девице

### Сценарист
- 1983 — Человек на полустанке
- 1986 — Певучая Россия (участие)
- 1997 — На заре туманной юности
- 1999 — Опять надо жить
- 2003 — Покаянная любовь

### Продюсер
- 1999 — Опять надо жить
- 2003 — Покаянная любовь

## Признание и награды
- С 1993 — член Союза кинематографистов.
- 27 ноября 1995 — Заслуженный деятель искусств Российской Федерации — за заслуги в области искусства[4].
- 9 декабря 2006 — Орден Почёта — за заслуги в области культуры и искусства, многолетнюю плодотворную работу[5].
- Лауреат всероссийских и международных кинофестивалей, в том числе «Кинотавр» (Сочи, 2000), «Виват—кино России» (Санкт-Петербург, 2004).
- Почётный гражданин родного посёлка Хохольский Воронежской области.
- Почётный доктор Российского государственного социального университета (2003)[6].

## Память
23 октября 2020 года в посёлке Хохольский на стене Дома культуры открыта мемориальная доска Василию Панину.